# La Capelle (Lozère)
La Capelle est une ancienne commune de France, situé dans le département de la Lozère en région Occitanie.

## Géographie
Elle est située dans l'est du causse de Sauveterre, dans le Massif central.

## Histoire
Le 1er janvier 1973, elle fusionne avec Auxillac et Montjézieu au sein de La Canourgue sous le régime de la fusion-association.

## Démographie
| 1793 | 1800 | 1806 | 1821 | 1831 | 1836 | 1841 |
| ---- | ---- | ---- | ---- | ---- | ---- | ---- |
| 250  | 214  | 349  | 275  | 293  | 293  | 337  |

| 1846 | 1851 | 1856 | 1861 | 1866 | 1872 | 1876 |
| ---- | ---- | ---- | ---- | ---- | ---- | ---- |
| 389  | 354  | 328  | 324  | 346  | 372  | 365  |

| 1881 | 1886 | 1891 | 1896 | 1901 | 1906 | 1911 |
| ---- | ---- | ---- | ---- | ---- | ---- | ---- |
| 374  | 390  | 363  | 409  | 361  | 338  | 318  |

| 1921 | 1926 | 1931 | 1936 | 1946 | 1954 | 1962 |
| ---- | ---- | ---- | ---- | ---- | ---- | ---- |
| 283  | 218  | 201  | 188  | 187  | 149  | 133  |

| 1968 | 1975 | 1982 | 1990 | 2000 | 2017 | - |
| ---- | ---- | ---- | ---- | ---- | ---- | - |
| 131  | -    | -    | -    | -    | 95   | - |

## Culture locale et patrimoine

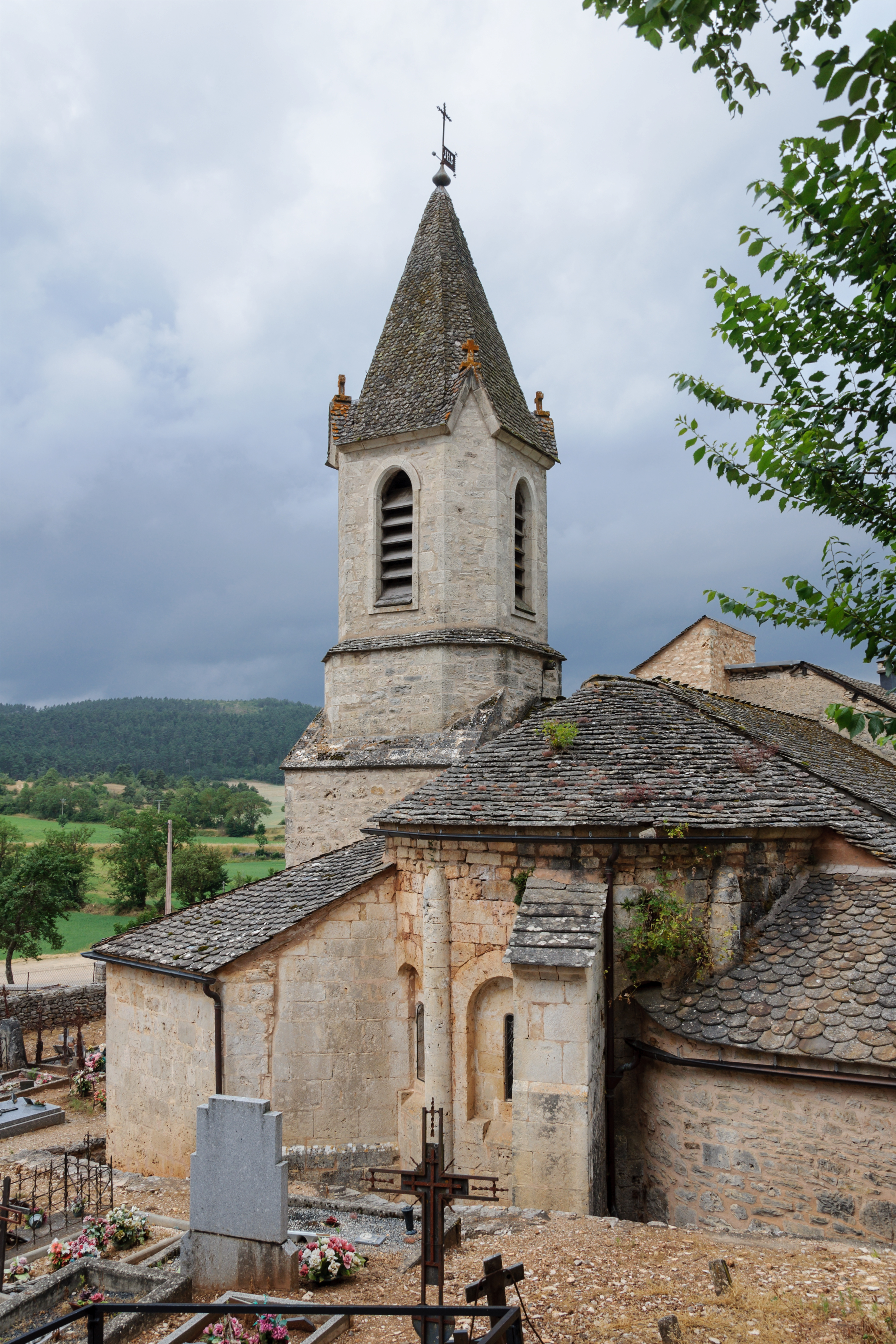
Église Saint-Martin (chevet).

### Lieux et monuments
- Église Saint-Martin

### Personnalités liées à la commune
- Henri Cordesse (1910-2001), résistant, préfet de la Lozère en 1944, y est né.